# Dinia invittata
Dinia invittata är en fjärilsart som beskrevs av George Francis Hampson 1920. Dinia invittata ingår i släktet Dinia och familjen björnspinnare. Inga underarter finns listade i Catalogue of Life.